# Hinzuanius vittatus
Hinzuanius vittatus is een hooiwagen uit de familie Biantidae.